# Iglesiafeita (Lugo)
Iglesiafeita (llamada oficialmente San Vicente de Eirexafeita) es una parroquia española del municipio de Saviñao, en la provincia de Lugo, Galicia.

## Límites
Limita con las parroquias de Villaesteva y Villacaíz al norte, Sobreda y Broza al este, Ousende, Abuíme y Piñeiro al sur, y Xuvencos y Vilelos al oeste.

## Organización territorial
La parroquia está formada por cinco entidades de población, constando once de ellas en el nomenclátor del Instituto Nacional de Estadística español:
- A Veiga
- Cazón
- Gudín
- San Vicente
- Valiñocovo

## Demografía
| Gráfica de evolución demográfica de Iglesiafeita entre 2000 y 2021 |
|                                                                    |
| Datos según el nomenclátor publicado por el INE.                   |